# Кальдас (комарка)
Кальдас (исп. Caldas,  галис. Caldas)  — район (комарка) в Испании, входит в провинцию Понтеведра в составе автономного сообщества Галисия.

## Муниципалитеты
1. Кальдас-де-Рейес
2. Катойра
3. Кунтис
4. Морания
5. Пуэнтесесурес
6. Портас
7. Вальга